# Lachnospira eligens
Lachnospira eligens es una especie de bacteria grampositva del género Lachnospira. Fue descrita en el año 2020. Anteriormente conocida como Eubacterium eligens. Su etimología hace referencia a elección, por crecer sólo con carbohidratos fermentables. Es anaerobia estricta, algunas cepas son móviles por flagelación perítrica. Tiene un tamaño de 0,3-0,8 μm de ancho por 1,9-4,9 μm de largo. Forma colonias pequeñas y blancas. Temperatura óptima de crecimiento a 37 °C. Se ha aislado de heces humanas. 